# I Will Remember
 I Will Remember  — це балада каліфорнійського гурту «Toto». Авторами композиції стали Стів Лукатер (музика) та Стен Лінч (слова).

## Композиції

### CD-сингл
1. I Will Remember (Radio Edit)
2. Dave's Gone Skiing (Album Version)

### Платівка 12"
Сторона А
1. I Will Remember (Radio Edit) 	4:19
2. I Will Remember (Album Version) 	6:06

Сторона Б
1. Dave's Gone Sking (Album Version) 	4:59
2. Blackeye (Album Version) 	3:39